# Marx-Engels-Gesamtausgabe
Marx-Engels-Gesamtausgabe (Marx-Engels-Totalutgåva. Förkortat MEGA alternativt MEGA 2) är namnet på det vetenskapliga projekt som syftar till att publicera en källkritisk utgåva av Karl Marx och Friedrich Engels skriftliga produktion.

## Historia
Redan under 1920-talet började den ryske marxisten David Rjazanov att i ge ut en källkritisk utgåva av Marx och Engels skrifter. Projektet stötte dock på politiska hinder, i form av nazisternas maktövertagande i Tyskland och det hårdnande politiska klimatet i Sovjetunionen under Stalin. Rjazanov själv blev utrensad under Stalin-tiden och avrättades 1938. När projektet avbröts hade bara 11 av planerade 42 böcker givits ut.
Efter Stalins död 1953 togs idén upp igen i Sovjetunionen och i DDR, men de politiska ledarna i dessa länder var inte särskilt intresserade och projektet motarbetades. Först 1972 kunde det första provbandet av Marx-Engels-Gesamtausgabe (MEGA 2) publiceras.
När de socialistiska regimerna i Östeuropa kollapsade kring 1989 drabbades MEGA 2 återigen av politiska problem och det var oklart om det skulle kunna fortsätta. En rad vetenskapliga institutioner startade dock ett samarbete (“International Marx Engels Foundation” (IMES). På svenska: “Internationella Marx-Engels-stiftelsen”) för att kunna fortsätta utgivningen. 

## Innehåll
MEGA 2 är indelat i fyra avdelningar. Den första avdelningen är ägnad åt texter som blev publicerade av Marx eller Engels under deras livstid, med undantag för Kapitalet och dess förarbeten. Den andra avdelningen utgörs av Kapitalet med förarbeten, såväl publicerade texter som manuskript. Den tredje avdelningen utgörs av brevväxling, såväl mellan Marx och Engels som mellan dessa två och andra personer. I den fjärde avdelningen slutligen publiceras excerpter, notiser och marginalanteckningar. Hittills (2012) har 59 av planerade 114 böcker blivit utgivna.